# Jeanne Hersch
Jeanne Hersch (Genève, 13 juli 1910 – aldaar, 5 juni 2000) was een Zwitsers filosofe van Pools-Joodse origine.

## Biografie
Haar werk had vooral betrekking op het concept van vrijheid. Na studies bij Karl Jaspers, werd ze een van de eerste vrouwelijke professoren in Zwitserland, namelijk aan de universiteit van Genève. Van 1966 tot 1968 en 1970 tot 1972 vervulde ze daarnaast ook een belangrijke rol bij de UNESCO.
Haar bekendste werk is Le droit d'être un homme, une anthologie mondiale de la liberté, dat ze in 1968 redigeerde. Ze vertaalde ook veel werk van Jaspers in het Frans. In 1987 kreeg ze de Albert Einsteinmedaille.

## Trivia

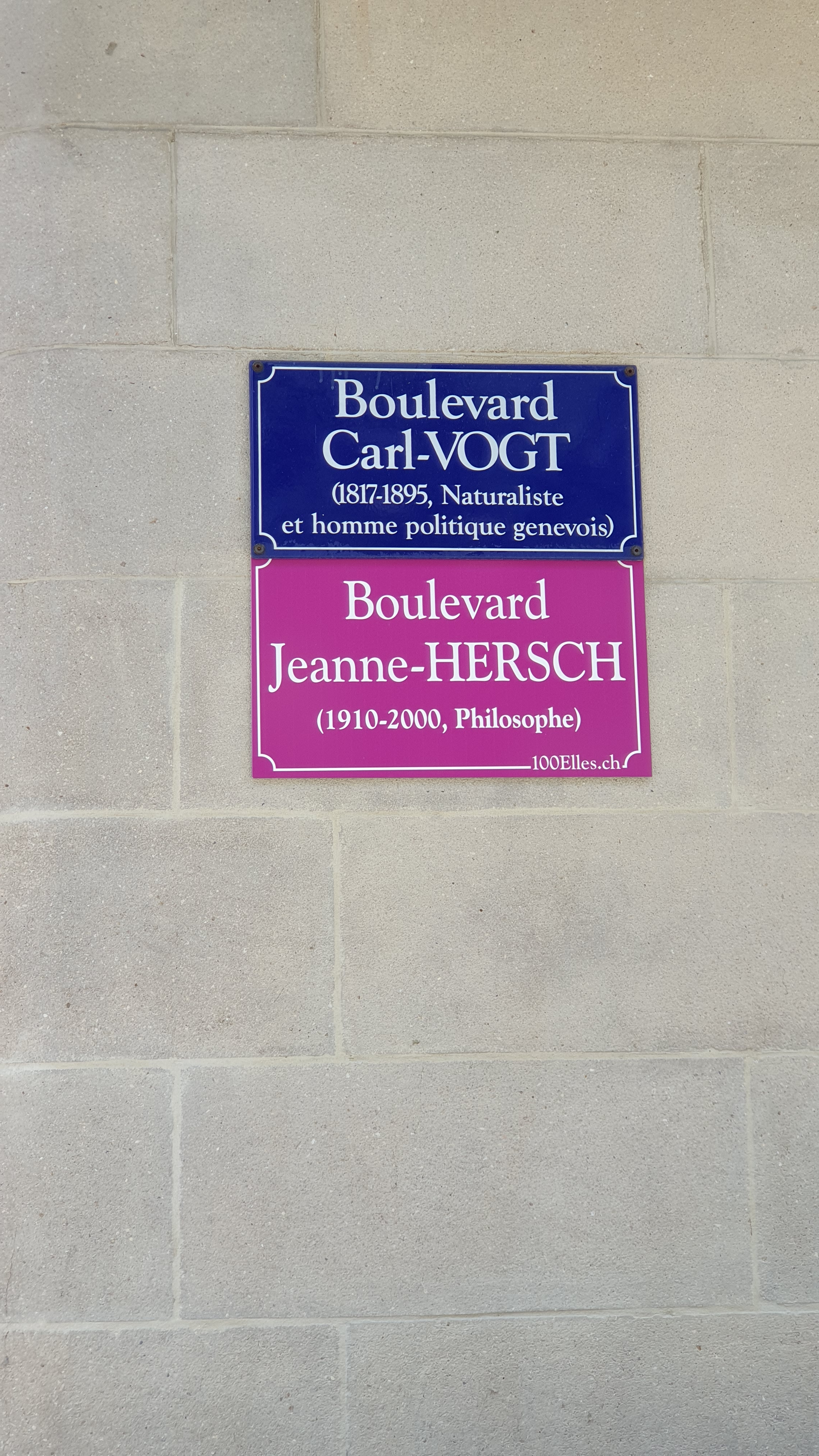
Alternatief straatnaambord van de actie 100Elles* in Genève, 2019.

- In 2019 werd in Genève door de actie 100Elles* een alternatief straatnaambord opgericht ter ere van Jeanne Hersch.

## Onderscheidingen
- Ida Somazziprijs (1970)[1]